# Capi di Stato di Cuba
I capi di Stato di Cuba dal 1902 ad oggi sono i seguenti.

## Lista dei presidenti di Cuba

### Presidenti di Cuba (1902-1976)
| #                                              | Immagine | Nome                                  | Mandato                              | Partito                                | Note                                                                       |
| ---------------------------------------------- | -------- | ------------------------------------- | ------------------------------------ | -------------------------------------- | -------------------------------------------------------------------------- |
| Presidente della Repubblica di Cuba            |          |                                       |                                      |                                        |                                                                            |
| 1                                              |          | Tomás Estrada Palma                   | 20 maggio 1902 - 28 settembre 1906   | Partito Repubblicano dell'Avana        |                                                                            |
| Governatori di Cuba (occupazione statunitense) |          |                                       |                                      |                                        |                                                                            |
| –                                              |          | William Howard Taft                   | 29 settembre - 13 ottobre 1906       |                                        | Nominato dal governo statunitense                                          |
| –                                              |          | Charles Magoon                        | 13 ottobre 1906 - 28 gennaio 1909    |                                        | Nominato dal governo statunitense                                          |
| Presidenti della Repubblica di Cuba            |          |                                       |                                      |                                        |                                                                            |
| 2                                              |          | José Miguel Gómez                     | 28 gennaio 1909 - 20 maggio 1913     | Partito Liberale                       |                                                                            |
| 3                                              |          | Mario García Menocal                  | 20 maggio 1913 - 20 maggio 1921      | Partito Conservatore                   |                                                                            |
| 4                                              |          | Alfredo Zayas y Alfonso               | 20 maggio 1921 - 20 maggio 1925      | Partito Popolare Cubano-Lega Nazionale |                                                                            |
| 5                                              |          | Gerard Machado                        | 20 maggio 1925 - 24 agosto 1933      | Partito Liberale                       | Lascia Cuba il 12 agosto 1933                                              |
| –                                              |          | Alberto Herrera y Franchi             | 12 agosto 1925 - 13 agosto 1933      | Militare                               | Reggente                                                                   |
| –                                              |          | Carlos Manuel de Céspedes Quesada     | 13 agosto 1933 - 5 settembre 1933    | A.B.C. Società Rivoluzionaria          | Reggente fino al 24 agosto 1933, Presidente provvisorio dal 24 agosto 1933 |
| Commissione esecutiva del governo provvisorio  |          |                                       |                                      |                                        |                                                                            |
| –                                              |          | Ramón Grau San Martín                 | 5 settembre 1933 - 10 settembre 1933 | Partito Rivoluzionario Cubano          | Commissione esecutiva del governo provvisorio                              |
| –                                              |          | Guillermo Portela y Möller            | 5 settembre 1933 - 10 settembre 1933 | Partito Liberale                       | Commissione esecutiva del governo provvisorio                              |
| –                                              |          | José Miguel Irisarri y Gamio          | 5 settembre 1933 - 10 settembre 1933 | Partito Conservatore                   | Commissione esecutiva del governo provvisorio                              |
| –                                              |          | Sergio Carbó y Morera                 | 5 settembre 1933 - 10 settembre 1933 | Partito Popolare Cubano-Lega Nazionale | Commissione esecutiva del governo provvisorio                              |
| –                                              |          | Porfirio Franca y Álvarez de la Campa | 5 settembre 1933 - 10 settembre 1933 | Partito Liberale                       | Commissione esecutiva del governo provvisorio                              |
| Presidenti della Repubblica di Cuba            |          |                                       |                                      |                                        |                                                                            |
| 6                                              |          | Ramón Grau San Martín                 | 10 settembre 1933 - 15 gennaio 1934  | Partito Rivoluzionario Cubano          | 1º mandato                                                                 |
| –                                              |          | Carlos Hevia                          | 15 - 18 gennaio 1934                 | Partito Rivoluzionario Cubano          | Presidente provvisorio                                                     |
| –                                              |          | Manuel Márquez Sterling               | 18 gennaio 1934                      | Indipendente                           | Presidente provvisorio; rimane in carica poche ore                         |
| –                                              |          | Carlos Mendieta                       | 18 gennaio 1934 - 11 dicembre 1935   | Unione Nazionale                       | Presidente provvisorio                                                     |
| –                                              |          | José Agripino Barnet                  | 11 dicembre 1935 - 20 maggio 1936    | Unione Nazionale                       | Presidente provvisorio                                                     |
| 7                                              |          | Miguel Mariano Gómez                  | 20 maggio - 24 dicembre 1936         | Unione Nazionale                       |                                                                            |
| 8                                              |          | Federico Laredo Brú                   | 24 dicembre 1936 - 10 ottobre 1940   | Unione Nazionale                       |                                                                            |

| #   | Immagine                                                                     | Nome                     | Mandato                           | Partito                                                 | Note                                                        |
| --- | ---------------------------------------------------------------------------- | ------------------------ | --------------------------------- | ------------------------------------------------------- | ----------------------------------------------------------- |
| 9   |                                                                              | Fulgencio Batista        | 10 ottobre 1940 - 10 ottobre 1944 | Coalizione Socialista Democratica                       | 1º mandato                                                  |
| (6) |                                                                              | Ramón Grau San Martín    | 10 ottobre 1944 - 10 ottobre 1948 | Partito Rivoluzionario Cubano-Autentico                 | 2º mandato                                                  |
| 10  |                                                                              | Carlos Prío Socarrás     | 10 ottobre 1948 - 10 marzo 1952   | Partito Rivoluzionario Cubano-Autentico                 |                                                             |
| (9) |                                                                              | Fulgencio Batista        | 10 marzo 1952 - 1º gennaio 1959   | Partito d'Azione Unitaria Partito d'Azione Progressista | 2º mandato; Presidente provvisorio fino al 24 febbraio 1955 |
| –   |                                                                              | Anselmo Alliegro         | 1º - 2 gennaio 1959               | Partito Progressista                                    | Presidente provvisorio                                      |
| –   |                                                                              | Carlos Manuel Piedra     | 2 - 3 gennaio 1959                | Indipendente                                            | Presidente provvisorio; rimane in carica poche ore          |
| 11  |                                                                              | Manuel Urrutia Lleó      | 3 gennaio - 18 luglio 1959        | Indipendente                                            |                                                             |
| 12  |                                                                              | Osvaldo Dorticós Torrado | 18 luglio 1959 - 2 dicembre 1976  | Partito Socialista Popolare (fino al 26 marzo 1962)     |                                                             |
| 12  | Partito Unito della Rivoluzione Socialista di Cuba Partito Comunista di Cuba | Osvaldo Dorticós Torrado | 18 luglio 1959 - 2 dicembre 1976  |                                                         |                                                             |

### Presidenti del Consiglio di Stato e del Consiglio dei Ministri (1976-2019)
| #  | Immagine | Nome              | Mandato                            | Partito                   | Note                                            |
| -- | -------- | ----------------- | ---------------------------------- | ------------------------- | ----------------------------------------------- |
| 13 |          | Fidel Castro      | 3 dicembre 1976 - 24 febbraio 2008 | Partito Comunista di Cuba |                                                 |
| 14 |          | Raúl Castro       | 24 febbraio 2008 - 19 aprile 2018  | Partito Comunista di Cuba | Reggente dal 31 luglio 2006 al 24 febbraio 2008 |
| 15 |          | Miguel Díaz-Canel | 19 aprile 2018 - 10 ottobre 2019   | Partito Comunista di Cuba |                                                 |

### Presidenti e Primi Ministri di Cuba, 2019
| #    | Immagine | Nome              | Mandato                       | Partito                   | Note |
| ---- | -------- | ----------------- | ----------------------------- | ------------------------- | --- |
| (15) |          | Miguel Díaz-Canel | 10 ottobre - 21 dicembre 2019 | Partito Comunista di Cuba | Fino al 21 dicembre 2019, giorno della nomina a Primo ministro di Manuel Marrero Cruz, primo a ricoprire il ruolo dopo 43 anni |

### Presidenti di Cuba (2019-presente)
| #    | Immagine | Nome              | Mandato                      | Partito                   | Note |
| ---- | -------- | ----------------- | ---------------------------- | ------------------------- | --- |
| (16) |          | Miguel Díaz-Canel | 21 dicembre 2019 - in carica | Partito Comunista di Cuba | Dal 21 dicembre 2019, giorno della nomina a Primo ministro di Manuel Marrero Cruz, primo a ricoprire il ruolo dopo 43 anni |